# Кингсвил (Тексас)
Кингсвил (енгл. Kingsville) град је у америчкој савезној држави Тексас. По попису становништва из 2010. у њему је живело 26.213 становника.

## Демографија
Према попису становништва из 2010. у граду је живело 26.213 становника, што је 638 (2,5%) становника више него 2000. године.
| Група             | 2000.          | 2010.          |
| Белци             | 6.666 (26,1%)  | 5.522 (21,1%)  |
| Афроамериканци    | 1.111 (4,3%)   | 1.151 (4,4%)   |
| Азијати           | 443 (1,7%)     | 699 (2,7%)     |
| Хиспаноамериканци | 17.151 (67,1%) | 18.726 (71,4%) |
| Укупно            | 25.575         | 26.213         |